# As, dos, tres
El As, dos, tres, (también llamado Reloj,  Kem, Nervioso o Tranquilo, tamal, nervioso, manotazo o burro) es un juego de cartas en el cual se usa una baraja española o una baraja francesa.

## Cómo jugar
Consiste en que se ha de repartir toda la baraja (sin comodines) a partes iguales entre todos los jugadores boca abajo, los jugadores no deben mirar sus cartas. Seguidamente se elige un jugador que inicie la partida. Este jugador comienza soltando la primera carta de su mazo pronunciando As. Cada jugador debe ir soltando sucesivamente su primera carta de su mazo pronunciando el número que sigue (dos, tres, cuatro, cinco, seis, siete, ocho, nueve, sota, caballo, rey) si un jugador al soltar su carta coincide con el número que le toca pronunciar, los otros jugadores no deben lanzar naipes o se llevaran todas las cartas, el último en colocar la mano debe llevarse todas las cartas de la mesa. Un jugador gana si no tiene cartas en su mazo pero puede volver a obtener cartas al perder si otros jugadores siguen soltando cartas.

## Reglas
( El juego es para dos personas a más)
- se gana completando una serie de 4/4/3 o en su defecto 5/3/3.

- En la series de victoria, se deberá completar una baraja de cada pinta (diamante, pica, corazón y trébol) o uña tipo escalera sucesiva.

- Uno de los  jugadores que no tenga cartas en la mano, el último jugador puede seguir la partida solo y podría conseguir un empate (el otro jugador debe estar vigilando de que no haya ninguna coincidencia). A menos de que pierda, como se señala arriba, se lleva el mazo de juego y debe continuar.
- En el caso de que cuantos siguientes jugadores más no se percaten de la igualdad de una carta con el número dicho aquel a quién un jugador percatado le diga que ha tirado una carta sin percatarse deberá coger el mazo entero.

Las cartas que siguen son 1,2,3,10
- Datos: Q5707667